# Liste der EU-Vogelschutzgebiete in Rheinland-Pfalz
Die Liste der EU-Vogelschutzgebiete in Rheinland-Pfalz zeigt die 57 (Stand Februar 2019) Europäischen Vogelschutzgebiete (englisch Special Protection Area, SPA) im deutschen Bundesland Rheinland-Pfalz. Sie sind Bestandteil des europäischen Schutzgebietsnetzes Natura 2000.
Teilweise überschneiden sie sich mit bestehenden FFH-, Natur- und Landschaftsschutzgebieten.

## Hinweise zu den Angaben in der Tabelle
- Gebietsname: Amtliche Bezeichnung des Schutzgebiets
- Bild/Commons: Bild und Link zu weiteren Bildern aus dem Schutzgebiet
- BfN-ID: Kennung des Schutzgebietes, vergeben durch das Bundesamt für Naturschutz
- WDPA-ID: Link zum Schutzgebiet in der World Database on Protected Areas
- EEA-ID: Link zum Schutzgebiet in der Datenbank der European Environment Agency (EEA)
- seit: Datum der Ausweisung als Schutzgebiet
- Lage: Geografischer Standort
- Kreis/Stadt: Landkreis oder Gemeinde, auf deren Gebiet sich das Schutzgebiet befindet
- Fläche: Gesamtfläche des Schutzgebiets in Hektar
- Bemerkungen: Besonderheiten und Anmerkungen

Bis auf die Spalte Lage sind alle Spalten sortierbar.

## Tabelle
| Gebietsname                                                            | Bild/Commons   | BfN-ID   | WDPA-ID   | EEA-ID    | seit | Lage | Kreis/Stadt | Fläche ha | Bemerkungen |
| ---------------------------------------------------------------------- | -------------- | -------- | --------- | --------- | ---- | ---- | --- | --------- | ----------- |
| Ackerplateau zwischen Ilbesheim und Flomborn                           |                | 6314-401 | 555537757 | DE6314401 | 2006 | ⊙    | Bischheim Rittersheim Gauersheim Stetten Einselthum Zellertal Mölsheim Flörsheim-Dalsheim Ober-Flörsheim Flomborn Ilbesheim Wahlheim Freimersheim Esselborn | 003643    |             |
| Ahrgebirge                                                             |                | 5507-401 | 555537673 | DE5507401 | 2007 | ⊙    | Nohn Bad Neuenahr-Ahrweiler Mayen Rieden Volkesfeld Acht (Eifel) Baar Arft Ettringen Hausten Herresbach Kirchwald Langenfeld Langscheid Luxem Sankt Johann Siebenbach Virneburg Welschenbach Mayschoss Rech Altenahr Berg Kalenborn Ahrbrück Heckenbach Hönningen Kesseling Kirchsahr Lind Dernau Weibern Hohenleimbach Kempenich Spessart Wiesemscheid Quiddelbach Eichenbach Wershofen Honerath Ohlenhard Senscheid Antweiler Wirft Dorsel Adenau Pomster Aremberg Barweiler Trierscheid Hoffeld Fuchshofen Reifferscheid Insul Dankerath Kaltenborn Bauler Rodder Dümpelfeld Wimbach Winnerath Müsch Hümmel Leimbach Kottenborn Herschbroich Schuld Borler Bodenbach Kelberg    | 030423    |             |
| Ahrmündung                                                             |                | 5409-401 | 555537658 | DE5409401 | 2007 | ⊙    | Sinzig | 000167    |             |
| Baumholder                                                             | weitere Bilder | 6310-401 | 555537755 | DE6310401 | 2010 | ⊙    | Landkreis Kusel | 006518    |             |
| Berghausener und Lingenfelder Altrhein mit Insel Flotzgrün             |                | 6716-402 | 555537827 | DE6716402 | 2010 | ⊙    | Germersheim Lingenfeld Römerberg Speyer | 001805    |             |
| Bienwald und Viehstrichwiesen                                          |                | 6914-401 | 555537853 | DE6914401 | 2007 | ⊙    | Schweighofen Kapsweyer Steinfeld Scheibenhardt Berg Hagenbach Wörth am Rhein Jockgrim Rheinzabern Hatzenbühl Herxheim bei Landau/Pfalz Erlenbach bei Kandel Steinweiler Winden Kandel Minfeld Freckenfeld | 016345    |             |
| Bobenheimer und Roxheimer Altrhein mit Silbersee                       |                | 6416-401 | 555537782 | DE6416401 | 2006 | ⊙    | Bobenheim-Roxheim | 000404    |             |
| Dünen- und Sandgebiet Mainz-Ingelheim                                  | weitere Bilder | 6014-401 | 555537721 | DE6014401 | 2006 | ⊙    | Mainz Budenheim Ingelheim am Rhein Gau-Algesheim | 002414    |             |
| Eich-Gimbsheimer Altrhein                                              |                | 6216-401 | 555537744 | DE6216401 | 2004 | ⊙    | Gimbsheim Eich | 000666    |             |
| Engerser Feld                                                          |                | 5511-401 | 555537676 | DE5511401 | 2010 | ⊙    | Neuwied | 000417    |             |
| Goldgrund und Daxlander Au                                             |                | 6915-403 | 555537855 | DE6915403 | 2006 | ⊙    | Neuburg am Rhein Hagenbach Wörth am Rhein | 000852    |             |
| Haardtrand                                                             | weitere Bilder | 6514-401 | 555537798 | DE6514401 | 2006 | ⊙    | Landkreis Bad Dürkheim, Landkreis Südliche Weinstraße, Rhein-Pfalz-Kreis, Neustadt an der Weinstraße | 014728    |             |
| Heiligensteiner Weiher                                                 |                | 6716-404 | 555537829 | DE6716404 | 2004 | ⊙    | Römerberg | 000044    |             |
| Höllenbrand                                                            |                | 6215-401 | 555537743 | DE6215401 | 2004 | ⊙    | Monzernheim Bechtheim Westhofen Hangen-Weisheim Gundersheim | 000600    |             |
| Hördter Rheinaue inklusive Kahnbusch und Oberscherpfer Wald            |                | 6816-402 | 555537846 | DE6816402 | 2010 | ⊙    | Jockgrim Wörth am Rhein Neupotz Leimersheim Hördt Germersheim | 001976    |             |
| Hornbach und Seitentäler                                               |                | 6710-401 | 555537824 | DE6710401 | 2000 | ⊙    | Hornbach Althornbach Zweibrücken Mauschbach Dietrichingen Großsteinhausen Walshausen Kleinsteinhausen Nünschweiler Bottenbach Vinningen Obersimten Pirmasens | 000690    |             |
| Jungferweiher                                                          | weitere Bilder | 5707-401 | 555537694 | DE5707401 | 2006 | ⊙    | Ulmen | 000045    |             |
| Karlskopf und Leimersheimer Altrhein                                   |                | 6816-403 | 555537847 | DE6816403 | 2004 | ⊙    | Hördt Leimersheim | 000150    |             |
| Klärteiche Offstein                                                    | weitere Bilder | 6315-401 | 555537758 | DE6315401 | 2006 | ⊙    | Landkreis Bad Dürkheim | 000065    |             |
| Laacher See                                                            | weitere Bilder | 5509-401 | 555537674 | DE5509401 | 2007 | ⊙    | Landkreis Ahrweiler | 000354    |             |
| Lahnhänge                                                              | weitere Bilder | 5611-401 | 555537688 | DE5611401 | 2007 | ⊙    | Koblenz Rhein-Lahn-Kreis | 001500    |             |
| Maifeld Einig-Naunheim                                                 |                | 5709-401 | 555537695 | DE5709401 | 2007 | ⊙    | Polch Mayen Einig Gering Kollig Mertloch Naunheim | 000609    |             |
| Maifeld Kaan-Lonnig                                                    |                | 5610-401 | 555537687 | DE5610401 | 2007 | ⊙    | Polch Ochtendung Kerben Lonnig Rüber | 001227    |             |
| Mehlinger Heide                                                        |                | 6512-301 | 555537797 | DE6512301 | 2006 | ⊙    | Otterberg Mehlingen | 000399    |             |
| Mittel- und Untermosel                                                 |                | 5809-401 | 555537702 | DE5809401 | 2006 | ⊙    | Koblenz Dieblich Niederfell Oberfell Alken Nörtershausen Brodenbach Boppard Burgen Morshausen Beulich Mermuth Ney Müden (Mosel) Treis-Karden Lütz Dommershausen Zilshausen Lieg Lahr Mörsdorf Forst Altstrimmig Senheim Ellenz-Poltersdorf Mesenich Briedern Beilstein Bruttig-Fankel Valwig Cochem Klotten Pommern Faid Greimersburg Büchel Alflen Laubach Müllenbach Leienkaul Landkern Illerich Wirfus Dünfus Binningen Kail Brieden Brohl Münstermaifeld Wierschem Moselkern Pillig Gering Kollig Mertloch Naunheim Roes Kehrig Kaifenheim Gamlen Düngenheim Monreal Mayen Hatzenport Löf Lehmen Kobern-Gondorf Winningen                                                      | 015881    |             |
| Mittelrheintal                                                         | weitere Bilder | 5711-401 | 555537696 | DE5711401 | 2004 | ⊙    | Bacharach Oberwesel Perscheid Breitscheid Laudert Wiebelsheim Birkheim Damscheid Urbar Niederburg Badenhard Utzenhain Sankt Goar Boppard Halsenbach Brey Spay Lahnstein Bad Ems Nievern Frücht Becheln Schweighausen Braubach Dachsenhausen Osterspai Filsen Kamp-Bornhofen Kestert Lykershausen Prath Sankt Goarshausen Weyer Nochern Lierschied Patersberg Bornich Dörscheid Kaub | 015153    |             |
| Nahetal                                                                |                | 6210-401 | 555537742 | DE6210401 | 2004 | ⊙    | Münster-Sarmsheim Meckenbach Hochstetten-Dhaun Brauweiler Simmertal Kirschroth Horbach Staudernheim Niederwörresbach Monzingen Niederhosenbach Fischbach Meddersheim Hintertiefenbach Bärweiler Gerach Nußbaum Odernheim am Glan Bad Sobernheim Merxheim Langenlonsheim Berschweiler bei Kirn Weiler bei Monzingen Laubenheim Bergen Bretzenheim Martinstein Lauschied Schloßböckelheim Herrstein Fürfeld Frei-Laubersheim Oberhausen an der Nahe Traisen Hackenheim Waldböckelheim Altenbamberg Hüffelsheim Norheim Feilbingert Niederhausen Duchroth Bad Kreuznach Idar-Oberstein Boos Kirn Bingen am Rhein Grolsheim Abtweiler Schmidthachenbach Heimweiler Bärenbach Gensingen | 012747    |             |
| Neuburger Altrheine                                                    |                | 7015-405 | 555537859 | DE7015405 | 1999 | ⊙    | Neuburg am Rhein Hagenbach | 000108    |             |
| Neuhofener Altrhein mit Prinz-Karl-Wörth                               |                | 6516-401 | 555537799 | DE6516401 | 2006 | ⊙    | Altrip Neuhofen Ludwigshafen am Rhein | 000363    |             |
| Neunkhausener Plateau                                                  |                | 5213-401 | 555537624 | DE5213401 | 2007 | ⊙    | Elkenroth Weitefeld Neunkhausen | 000370    |             |
| Neupotzer Altrhein                                                     | weitere Bilder | 6815-401 | 555537844 | DE6815401 | 2000 | ⊙    | Leimersheim Neupotz Jockgrim Wörth am Rhein | 000237    |             |
| NSG Hinter der Mortkaute                                               |                | 6013-403 | 555537720 | DE6013403 | 2006 | ⊙    | Bingen am Rhein | 000019    |             |
| NSG Kisselwörth und Sändchen                                           |                | 6016-302 | 555537725 | DE6016302 | 2004 | ⊙    | Bodenheim Nackenheim Nierstein | 000073    |             |
| NSG Krombachtalsperre                                                  |                | 5314-303 | 555537643 | DE5314303 | 2004 | ⊙    | Rehe | 000043    |             |
| NSG Laubenheimer-Bodenheimer Ried                                      |                | 6015-301 | 555537724 | DE6015301 | 2004 | ⊙    | Bodenheim Mainz | 000072    |             |
| NSG Mechtersheimer Tongruben                                           |                | 6716-401 | 555537826 | DE6716401 | 2000 | ⊙    | Römerberg | 000033    |             |
| NSG Sangweiher und Erweiterung                                         |                | 5807-401 | 555537701 | DE5807401 | 2004 | ⊙    | Mehren Schalkenmehren Udler | 000078    |             |
| NSG Urmitzer Werth                                                     |                | 5511-301 | 555537675 | DE5511301 | 2004 | ⊙    | Neuwied | 000069    |             |
| Ober-Hilbersheimer Plateau                                             |                | 6014-403 | 555537723 | DE6014403 | 2004 | ⊙    | Vendersheim Partenheim Wolfsheim Jugenheim in Rheinhessen Engelstadt Ober-Hilbersheim Sprendlingen Sankt Johann Aspisheim Bingen am Rhein Ockenheim Gau-Algesheim Ingelheim am Rhein Appenheim Nieder-Hilbersheim Schwabenheim an der Selz Bubenheim | 002499    |             |
| Offenbacher Wald, Bellheimer Wald und Queichwiesen                     |                | 6715-401 | 555537825 | DE6715401 | 2000 | ⊙    | | 005316    |             |
| Orsfeld (Bitburger Gutland)                                            |                | 5905-401 | 555537706 | DE5905401 | 2003 | ⊙    | Seinsfeld Kyllburgweiler Kyllburg Wilsecker Orsfeld Oberkail Gindorf | 001110    |             |
| Otterstadter Altrhein und Angelhofer Altrhein inklusive Binsfeld       | weitere Bilder | 6616-401 | 555537811 | DE6616401 | 2006 | ⊙    | Rhein-Pfalz-Kreis | 001171    |             |
| Pfälzerwald                                                            | weitere Bilder | 6812-401 | 555537843 | DE6812401 | 2000 | ⊙    | Hilst Eppenbrunn Lemberg Ludwigswinkel Fischbach bei Dahn Schönau Hirschthal Hinterweidenthal Dahn Bruchweiler-Bärenbach Rumbach Bundenthal Erlenbach bei Dahn Schindhard Busenberg Vorderweidenthal Darstein Oberschlettenbach Hauenstein Schwanheim Wilgartswiesen Spirkelbach Lug Gossersweiler-Stein Silz Völkersweiler Wernersberg Waldrohrbach Waldhambach Münchweiler am Klingbach Klingenmünster Leimen Heltersberg Schmalenberg Trippstadt Waldleiningen Elmstein Kaiserslautern | 030233    |             |
| Rheinaue Bingen-Ingelheim                                              | weitere Bilder | 6013-401 | 555537719 | DE6013401 | 2006 | ⊙    | | 001774    |             |
| Rußheimer Altrhein                                                     |                | 6716-403 | 555537828 | DE6716403 | 2004 | ⊙    | | 000085    |             |
| Saargau Bilzingen/Fisch                                                |                | 6304-401 | 555537752 | DE6304401 | 2006 | ⊙    | | 000322    |             |
| Schilfgebiete zwischen Gimbsheim und Oppenheim inklusive Fischsee      |                | 6116-402 | 555537735 | DE6116402 | 2006 | ⊙    | | 000397    |             |
| Selztal zwischen Hahnheim und Ingelheim                                | weitere Bilder | 6014-402 | 555537722 | DE6014402 | 2004 | ⊙    | Landkreis Alzey-Worms Landkreis Mainz-Bingen | 000381    |             |
| Sondernheimer Tongruben                                                | weitere Bilder | 6816-404 | 555537848 | DE6816404 | 2001 | ⊙    | Landkreis Germersheim | 000043    |             |
| Speyerer Wald, Nonnenwald und Bachauen zwischen Geinsheim und Hanhofen |                | 6616-402 | 555537812 | DE6616402 | 2006 | ⊙    | | 008007    |             |
| Unteres Mittelrheingebiet                                              |                | 5609-401 | 555537686 | DE5609401 | 2007 | ⊙    | | 002066    |             |
| Vulkaneifel                                                            |                | 5706-401 | 555537693 | DE5706401 | 2004 | ⊙    | | 001125    |             |
| Wälder westlich Kirchheimbolanden                                      |                | 6313-401 | 555537756 | DE6313401 | 2004 | ⊙    | | 003209    |             |
| Wälder zwischen Wittlich und Cochem                                    | weitere Bilder | 5908-401 | 555537707 | DE5908401 | 2004 | ⊙    | Landkreis Cochem-Zell | 023552    |             |
| Westerwald                                                             |                | 5312-401 | 555537642 | DE5312401 | 2007 | ⊙    | | 028948    |             |
| Westerwälder Seenplatte                                                |                | 5412-401 | 555537659 | DE5412401 | 2007 | ⊙    | | 000416    |             |
| Wörther Altrhein und Wörther Rheinhafen                                | weitere Bilder | 6915-402 | 555537854 | DE6915402 | 2006 | ⊙    | | 000239    |             |